# ヨハン・ペーター・ヘーベル

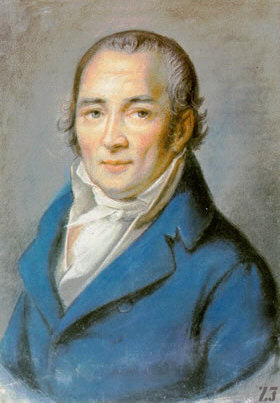
ヨハン・ペーター・ヘーベル（1795年）

ヨハン・ペーター・ヘーベル（Johann Peter Hebel, 1760年5月10日 - 1826年9月22日）は、ドイツの詩人。

## 生涯
スイスのバーゼルに生まれる。両親は同市の都市貴族に仕える下男下女で、家は貧しかった。1歳のとき、疫病で父と生まれたばかりの妹を亡くし、以後母の手で育てられた。13歳のときに母も病で亡くなって孤児となり、翌年わずかな遺産と周囲の援助によって、故郷から200キロ離れたバーデン大公国の首都カールスルーエのギムナジウムに入り、その後エアランゲン大学でルター派神学を修めた。卒業後10年ほど住み込みの家庭教師や代用教員などをしたのち、1791年に母校のギムナジウムに招聘されて教員となった。1808年には校長となり、さらにバーデン大公国の聖職者の要職である監督長、上院議員も兼ねた。1826年旅行中に病気によりシュヴェツィンゲンにて死去。生涯独身であった。

## 作品
ヘーベルは三つの文学活動によって後世に名を残している。ひとつは故郷のドイツ語方言であるアレマン語によってバーデンの自然と生活を歌った『アレマン詩集』（1803年）であり、ヨハン・ヴォルフガング・フォン・ゲーテやジャン・パウルによって賞賛を受けたこの詩集はドイツの方言文学の端緒を切り開いた。二つ目は暦物語 (Kalendergeschichte) と呼ばれる、暦に添えるために書かれた短い挿話・世間話・教訓話である。1802年にギムナジウムが編集を務める国家公認暦の編集委員に加わったヘーベルは、それまで無味乾燥だったこの暦の改良に努め、やがて編集を任されて多数の暦物語を執筆した。こうして1808年より『ライン地方の家の友』の題で発行された彼の暦は好評を呼び、バーデン公国内に限らずドイツの諸都市で広く読まれる結果となった。1811年にはコッタ出版によって、それまでの暦物語の約半数を収めた『ラインの家の友の珠玉集』も出版されている。機知とユーモアに富んだ彼の暦物語は後世まで読み継がれており、フランツ・カフカ、エルンスト・ブロッホ、ヴァルター・ベンヤミン、マルティン・ハイデッガーらが賛辞を送っている。第三は晩年に子ども向けの教科書として書かれた『聖書物語』で、新教徒だけでなくカトリック教徒にも用いられ、暦物語と並んで民衆の間で広く読まれた。

## 著書
- 『ドイツ炉辺ばなし集』（日本語訳は木下康光、岩波文庫、1986年）